# Lista orașelor din Etiopia
Aceasta pagină este o listă a orașelor din Etiopia.

## A
- Adama (denumit și Nazareth sau Nazret)
- Addis Abeba
- Addis Alem (denumit și Ejersa)
- Adigrat
- Adwa
- Amba Mariam
- Ambo
- Ankober
- Arba Minch
- Asaita
- Asella
- Asosa
- Awasa
- Awash
- Axum

## B
- Babille
- Bako
- Badme
- Bahir Dar
- Bati
- Beica
- Bonga

## C
- Chencha

## D
- Debre Berhan
- Debre Marqos
- Debre Tabor
- Debre Zeyit
- Dembidolo
- Dessie (sau Dese)
- Dila
- Dire Dawa
- Dolo Odo

## F
- Fincha

## G
- Gambela
- Goba
- Gode
- Gondar
- Gore
- Gorgora
- Gongoma

## H
- Harar (sau Harer)
- Hayq
- Humera

## I
- Irgalem

## J
- Jijiga
- Jimma
- Jinka

## K
- Kabri Dar
- Kombolcha
- Konso
- Kulubi

## L
- Lalibela

## M
- Maychew
- Mek'ele
- Metemma
- Metu
- Mizan Teferi
- Moyale

## N
- Negash
- Negele Boran (sau Neghelli)
- Nekemte

## S
- Shashamane
- Shire (sau Inda Selassie)
- Shilavo
- Sodore
- Salole

## T
- Tiya
- Tippi
- Tullu Milki
- Turmi

## W
- Wacca
- Walwal
- Werder
- Woldia
- Wolleka
- Wuchale

## Y
- Yabelo
- Yeha

## Z
- Ziway